# Vinny Magalhães
Vinicius de Magalhães (Rio de Janeiro, 2 de julho de 1984) é um lutador brasileiro de MMA. Foi finalista do The Ultimate Fighter: Team Nogueira vs. Team Mir e já foi Campeão Meio Pesado do M-1 Global. É irmão do cantor Sidney Magal e Darcy de Magalhães Junior

## Carreira no MMA
Em sua estréia, no Gracie Proving Ground 1 contra Chris Larkin, Magalhães teve a luta Sem Resultado porque os dois lutadores sairam do cage durante a luta.

### Ultimate Fighting Championship
Magalhães foi finalista do The Ultimate Fighter: Team Nogueira vs. Team Mir, na final do reality show no The Ultimate Fighter: Team Nogueira vs. Team Mir Finale Magalhães teve pela frente Ryan Bader. Magalhães perdeu por Nocaute Técnico no primeiro round.
No UFC 97 enfrentou Eliot Marshall, perdeu por Decisão Unânime. Após a derrota Magalhães foi afastado do Ultimate.

### M-1 Global
Magalhães fez sua estréia no evento contra Joke Doerr no M-1 Challenge XXIV: Damkovsky vs. Figueroa, Magalhães venceu por Nocaute Técnico no primeiro round.
Após a vitória, Magalhães teve a chance de disputar o cinturão da categoria no M-1 Challenge XXV: Zavurov vs. Enomoto contra Viktor Nemkov. Magalhães venceu por Finalização no terceiro round.
Sua primeira defesa de cinturão foi marcada para o M-1 Challenge XVII: Magalhães vs. Zayats contra Mikhail Zayats. Maglhães venceu por Nocaute Técnico no terceiro round.

### Volta ao UFC
Magalhães fez sua reestreia contra Igor Pokrajac em 21 de setembro de 2012 no UFC 152, Magalhães venceu por Finalização no segundo round.
Magalhães enfrentou Phil Davis em 27 de abril de 2013 no UFC 159, e perdeu por Decisão Unânime.
Com a derrota para Anthony Perosh em 3 de agosto de 2013 no UFC 163 por Nocaute aos 14 segundos de luta, Vinny acabou sendo demitido do UFC.

### Pós segunda demissão do UFC
Magalhães era esperado para enfrentar o também ex-UFC Jason Brilz em 19 de abril de 2014 no Titan FC 28. Porém, uma lesão tirou Magalhães da luta.
A primeira luta de Vinny após a demissão foi contra Jorge Gonzales no XK 24 no México. Ele venceu por finalização no primeiro round.
Ele enfim enfrentou Jason Brilz, a luta aconteceu no Titan FC 30 em 26 de Setembro de 2014 pelo Título Meio Pesado. Ele venceu a luta por finalização com uma guilhotina no quarto round.

## Títulos nas artes marciais
- M-1 Global
  - M-1 Global Campeão Meio Pesado (duas vezes)
  - M-1 Global - Finalização da Noite (duas vezes)
  - M-1 Global - Nocaute da Noite (duas vezes)

- Ultimate Fighting Championship
  - Finalista do The Ultimate Fighter: Team Nogueira vs. Team Mir.

## Cartel no MMA
| Cartel no MMA   |             |            |
| 21 lutas        | 13 vitórias | 7 derrotas |
| Por nocaute     | 2           | 2          |
| Por finalização | 11          | 1          |
| Por decisão     | 0           | 4          |
| No contest      | 1           | 1          |

| Res.    | Cartel   | Oponente           | Método                             | Evento                                     | Data       | Round | Tempo | Local                     | Notas                                       |
| ------- | -------- | ------------------ | ---------------------------------- | ------------------------------------------ | ---------- | ----- | ----- | ------------------------- | ------------------------------------------- |
| Vitória | 13-7 (1) | Matt Hamill        | Finalização (chave de joelho)      | WSOF 24                                    | 26/09/2015 | 1     | 1:08  | Mashantucket, Connecticut |                                             |
| Vitória | 12-7 (1) | Jason Brilz        | Finalização (guilhotina)           | Titan FC 30                                | 26/09/2014 | 4     | 0:36  | Cedar Park, Texas         | Pelo Título Meio Pesado Vago do Titan FC.   |
| Vitória | 11-7 (1) | Jorge Gonzales     | Finalização (mata leão)            | XK 24                                      | 19/07/2014 | 1     | 3:12  | Naucalpan                 |                                             |
| Derrota | 10-7 (1) | Anthony Perosh     | Nocaute (socos)                    | UFC 163                                    | 03/08/2013 | 1     | 0:14  | Rio de Janeiro            |                                             |
| Derrota | 10-6 (1) | Phil Davis         | Decisão (unânime)                  | UFC 159                                    | 27/04/2013 | 3     | 5:00  | Newark, New Jersey        |                                             |
| Vitória | 10–5 (1) | Igor Pokrajac      | Finalização (chave de braço)       | UFC 152                                    | 22/09/2012 | 2     | 1:14  | Toronto, Ontario          | [ 4 ]                                       |
| Vitória | 9–5 (1)  | Mikhail Zayats     | TKO (chute na cabeça e socos)      | M-1 Challenge XXVII: Magalhães vs. Zayats  | 14/10/2011 | 3     | 1:13  | Phoenix, Arizona          | Defendeu o Título Meio Pesado do M-1 Global |
| Vitória | 8–5 (1)  | Viktor Nemkov      | Finalização (gogoplata na montada) | M-1 Challenge XXV: Zavurov vs. Enomoto     | 28/04/2011 | 3     | 1:40  | St. Petersburg            | Venceu o Título Meio Pesado do M-1 Global   |
| Vitória | 7–5 (1)  | Jake Doerr         | TKO (socos)                        | M-1 Challenge XXIV: Damkovsky vs. Figueroa | 25/03/2011 | 1     | 1:47  | Norfolk, Virginia         |                                             |
| Vitória | 6–5 (1)  | Robert Scott       | Finalização (chave de braço)       | MMA Xplosion: International Team Challenge | 29/01/2011 | 2     | 3:51  | Las Vegas, Nevada         |                                             |
| Vitória | 5–5 (1)  | Alihan Magomedov   | Finalização (triângulo)            | M-1 Challenge XXII: Narkun vs. Vasilevsky  | 10/12/2010 | 2     | 1:10  | Moscow                    |                                             |
| Derrota | 4–5 (1)  | Pedro Galiza       | Decisão (unânime)                  | Shark Fights 9                             | 20/03/2010 | 3     | 5:00  | Amarillo, Texas           |                                             |
| Vitória | 4–4 (1)  | Mike Nickels       | Finalização (chave de braço)       | ROF 36: Demolition                         | 04/12/2009 | 1     | 1:19  | Denver, Colorado          |                                             |
| Vitória | 3–4 (1)  | Chris Davis        | Finalização (triângulo)            | CFP: The Carolina Crown 2                  | 24/10/2009 | 1     | 1:13  | Raleigh, North Carolina   |                                             |
| Derrota | 2–4 (1)  | Eliot Marshall     | Decisão (unânime)                  | UFC 97                                     | 18/04/2009 | 3     | 5:00  | Montreal, Quebec          |                                             |
| Derrota | 2–3 (1)  | Ryan Bader         | TKO (socos)                        | The Ultimate Fighter 8 Finale              | 13/12/2008 | 1     | 2:18  | Las Vegas, Nevada         | Perdeu o The Ultimate Fighter 8             |
| Derrota | 2–2 (1)  | Raphael Davis      | Finalização (verbal)               | Valor Fighting: Fight Night                | 7/03/2008  | 2     | 3:03  | Tustin, California        |                                             |
| Vitória | 2–1 (1)  | Luis Ojeda         | Finalização (chave de braço)       | MMAX 18: Going Home                        | 26/01/2008 | 1     | 0:19  | Tijuana                   |                                             |
| Vitória | 1–1 (1)  | Adolfo de la Torre | Finalização (chave de braço)       | MMA Xtreme 15                              | 16/11/2007 | 1     | 0:21  | Cidade do México          |                                             |
| Derrota | 0–1 (1)  | George Bush        | Decisão (unânime)                  | GFC: Evolution                             | 19/05/2007 | 3     | 5:00  | Columbus, Ohio            |                                             |
| NC      | 0–0 (1)  | Chris Larkin       | Sem Resultado                      | Gracie Proving Ground 1                    | 11/11/2006 | N/A   | N/A   | Columbus, Ohio            |                                             |